# انتخابات الرئاسة الكينية 2007
انتخابات الرئاسة الكينية 2007 هي الانتخابات الرئاسية التي جرت في 27 ديسمبر 2007، في كينيا، لانتخاب رئيس كينيا، فاز بالانتخابات مواي كيباكي.